# St. Petronilla (Wettringen)

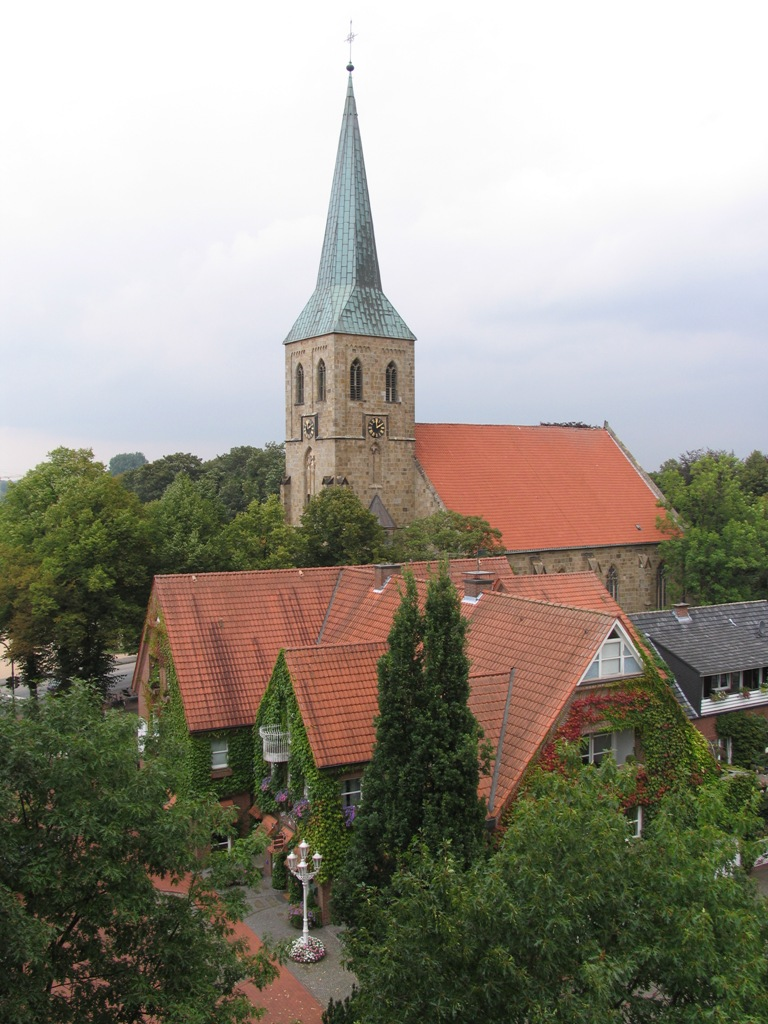
St. Petronilla Wettringen

Die katholische Pfarrkirche St. Petronilla ist ein denkmalgeschütztes Kirchengebäude in Wettringen, einer Gemeinde im Kreis Steinfurt in Nordrhein-Westfalen.

## Geschichte und Architektur
Die Kirche und die Güter wurden erstmals 838 und 853 als im Besitz des Stiftes Herford erwähnt. Als Pfarre wurde sie erstmals 1193 und 1203 durch Bischof Hermann II. von Münster dem Archidiakonat des Klosters Langenhorst unterstellt. Die erste Kirche, wohl um 800, ist wahrscheinlich ein unscheinbares Holzgebäude gewesen. Das erste Steingebäude wurde im 11. Jahrhundert errichtet. Dies wurde nach etwa 700 Jahren von 1861 bis 1862 abgerissen und durch die heutige Kirche ersetzt. Die Planung und Bauleitung hatte Emil von Manger. Die heutige Kirche ist eine dreischiffige neugotische Hallenkirche mit einem breiten Mittelschiff und zwei schmalen Seitenschiffen. Das Langhaus ist durch vier Strebepfeiler unterteilt. Im Giebel des Turmes steht auf einer Konsole die Statue der hl. Petronilla. Die schweren bronzenen Portaltüren zeigen Bilder aus dem Alten und Neuen Testament, sie wurden 1979 und 1983 von Joseph Krautwald geschaffen. Mehrere bunte Glasfenster gliedern die Wände. Eine umfangreiche Ŕenovierung unter der Leitung der Architektin Hedwig Schröder wurde am Palmsonntag 2012 abgeschlossen. Die sandsteinfarbenen Rundsäulen, das blaugoldene Kreuzrippengewölbe und die weinroten Gurtbögen wurden in ihren ursprünglichen Farben aufgefrischt. Im Zuge dieser Renovierung entstand in der Nähe des Taufbrunnens eine Taufkapelle. Der Tabernakel stammt aus der profanierten Kapelle des Josefhauses in Wettringen.

St. Petronilla Wettringen
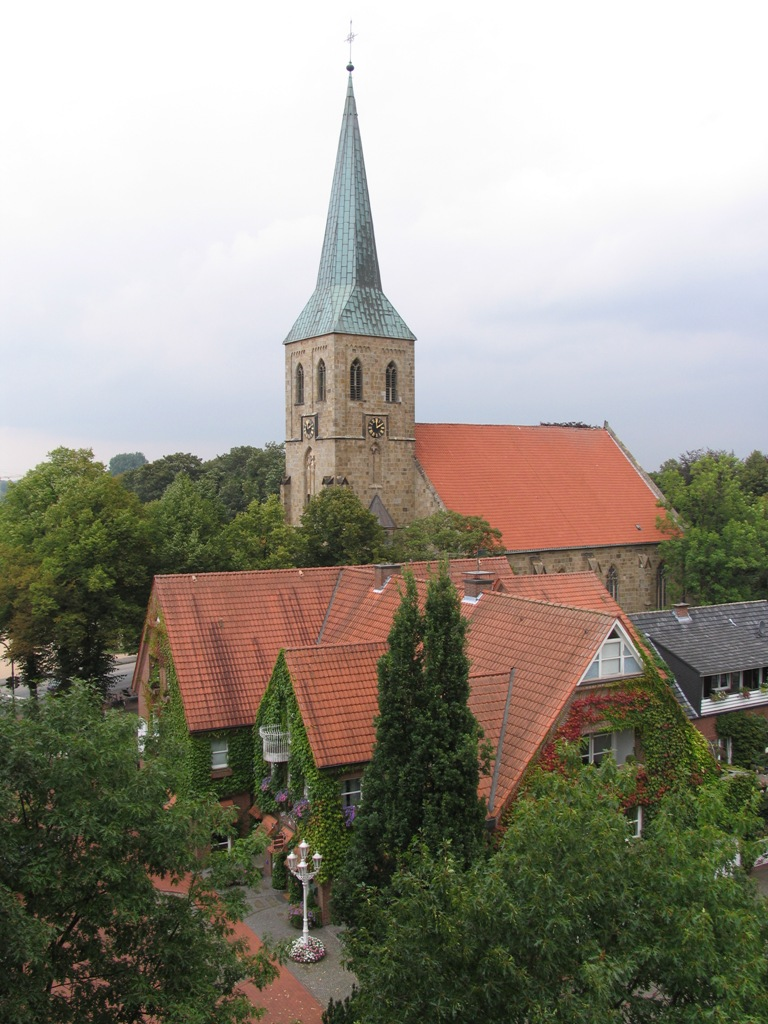
Vogelperspektive
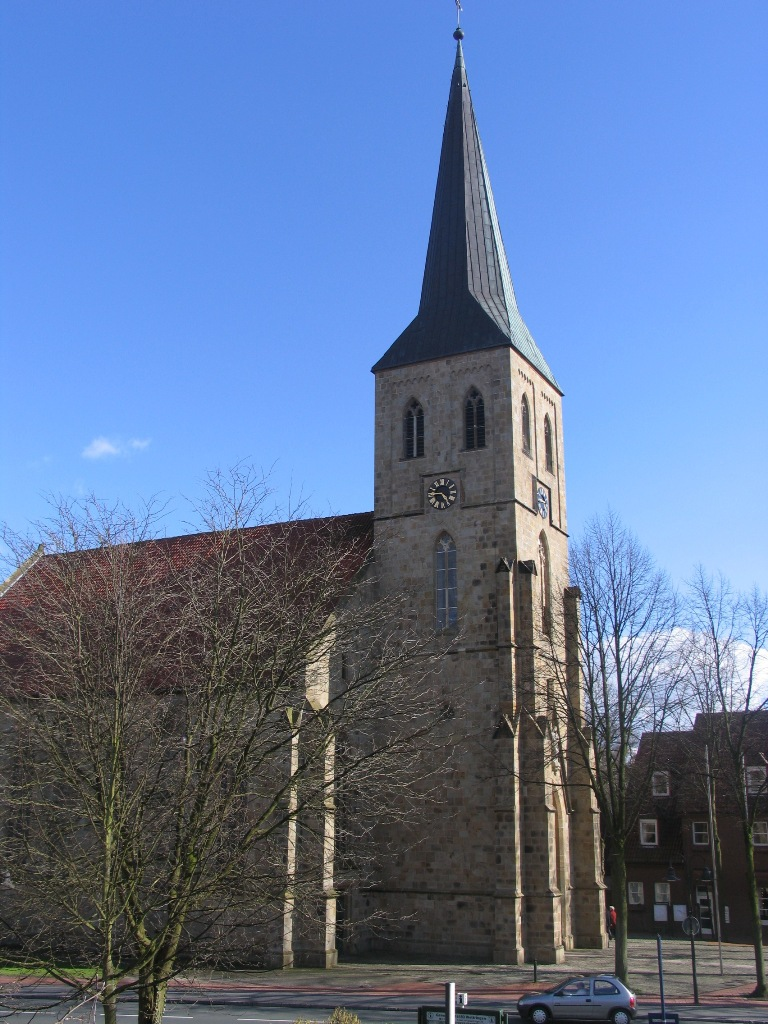
Nordseite
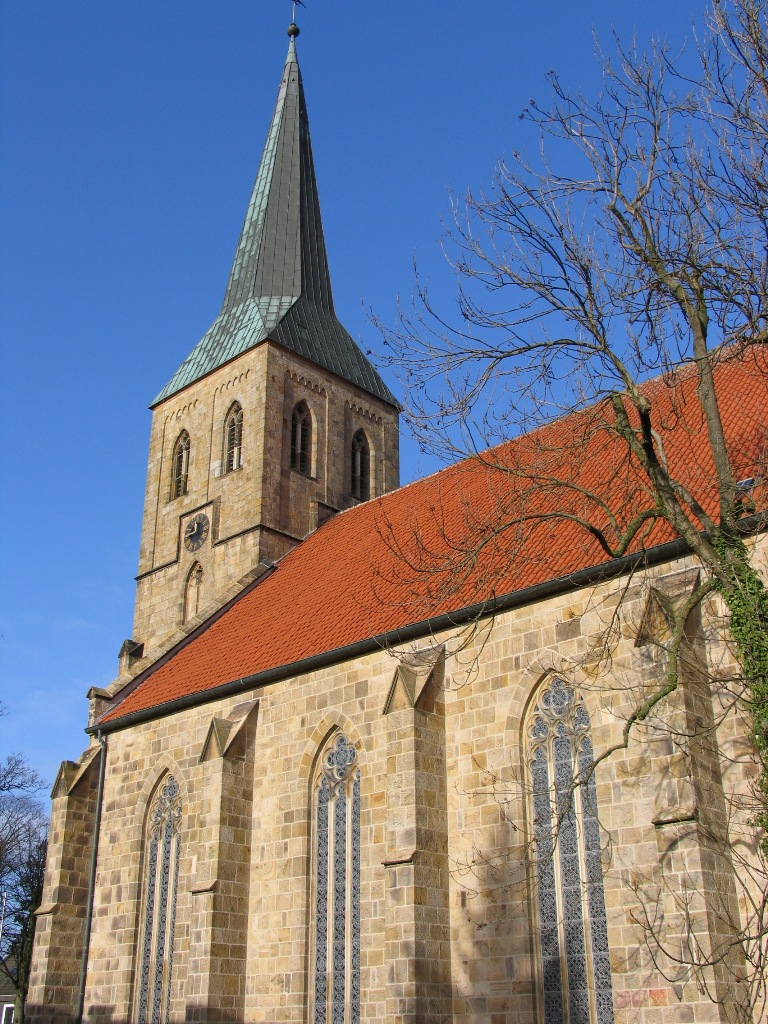
Südseite
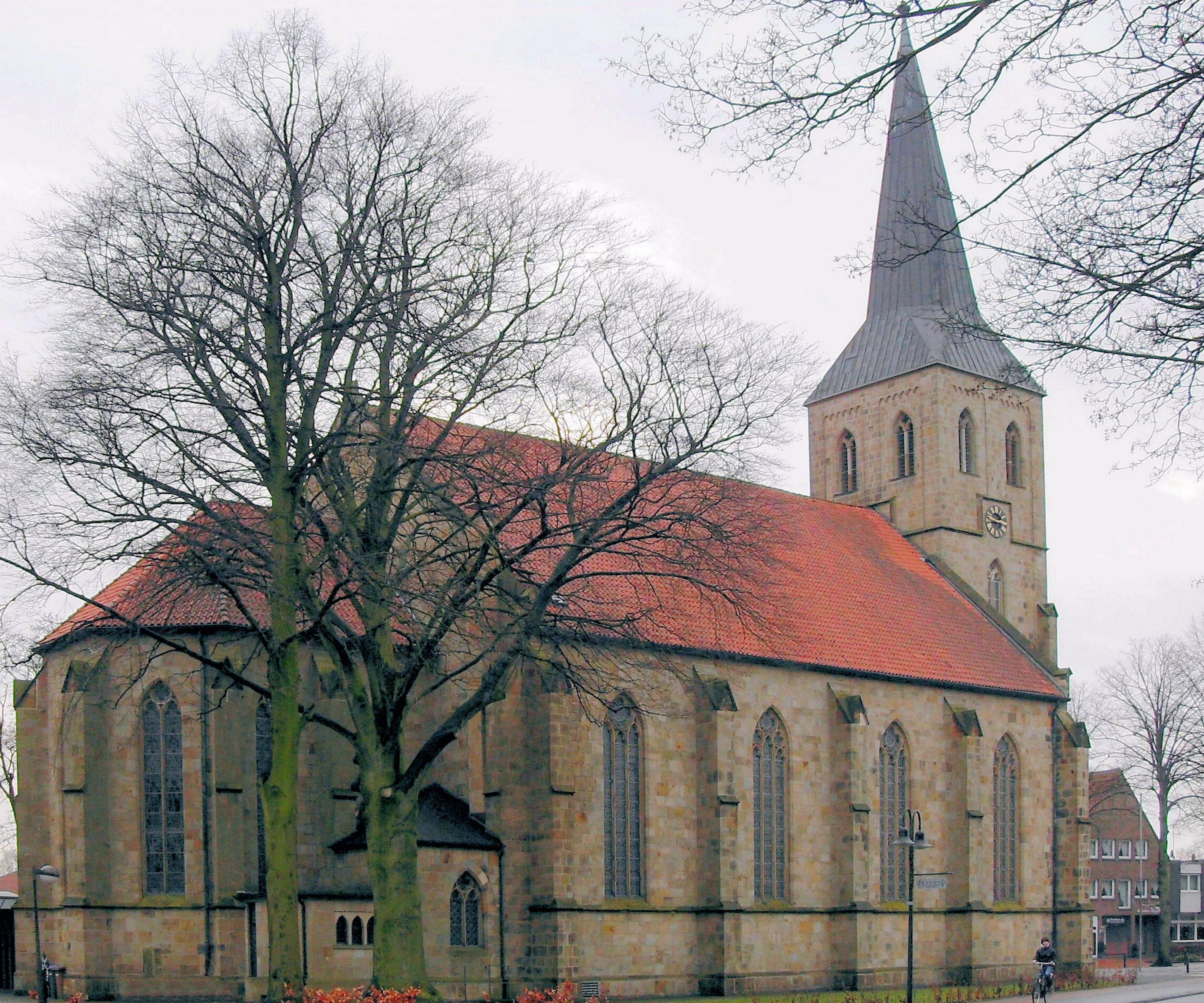
Ostseite

## Ausstattung
- Der schlichte Zelebrationsaltar aus Ibbenbürener Sandstein steht im etwas erhöhten Chorraum.
- Der Ambo aus Sandstein ist mit einem im Vierpass gerahmten Kreuz geschmückt, er wurde in neuerer Zeit zurück in seinen Ursprungszustand versetzt.
- Im Chorraum steht ein geschnitztes Triptychon (also ein dreiflügeliger Altar) aus dem Jahr 1987, gefertigt von der Künstlerin Büscher-Eilert aus Horstmar. Im geschlossenen Zustand zeigt der Altaraufsatz eine Szene aus dem Matthäusevangelium, einmal aufgeklappt stellt das Altarbild das Osterereignis dar, welches beim letzten Aufklappen seine endzeitliche Deutung findet.
- Ein spätromanischer Taufstein vom zweiten Viertel des 13. Jahrhunderts steht in der Taufkapelle.
- In der nördlichen Sakristei befindet sich eine spätgotische Sakramentsnische. Sie wurde 2012 restauriert und dient zur Aufbewahrung der heiligen Öle.
- Ein kleines hölzernes Kruzifix aus der Mitte des 14. Jahrhunderts.
- Die barocke Skulptur der Verlobung der hl. Katharina, die sogenannte Katharinenminne zeigt die mystische Verlobung der Katharina mit dem Jesuskind. Die Arbeit entstand im 17. Jahrhundert und ist der Werkstatt von Heinrich und Bernd Meiering zugesprochen.
- Bemerkenswert ist das zwölffarbig gefasste Chorgestühl.
- Eine Steinplastik aus dem 17. Jahrhundert, die Verlobung der hl. Katharina darstellend.[1][2]
- Die 14 Tafeln des Kreuzweges zeigen den Leidensweg Jesu in der Formensprache der Nazarener; sie sind an der Nordwand angebracht.
- Auf dem Dachboden des Pfarrhauses wurde eine Muttergottes im Typus der Immerwährenden Hilfe gefunden, sie fand ihren Standort am Eingang der Kirche.
- Das bronzene Vortragekreuz von 1997 im Altarraum ist eine Arbeit von Jörg Heydemann.
- Die Orgel ist ein Werk der Orgelbaufirma Franz Breil aus dem Jahr 1981.

## Trivia
In der Kirchengemeinde St. Petronilla wird in der Fronleichnamsprozession noch der Brauch des Torstentragens gepflegt.